# Hendrickje Stoffels

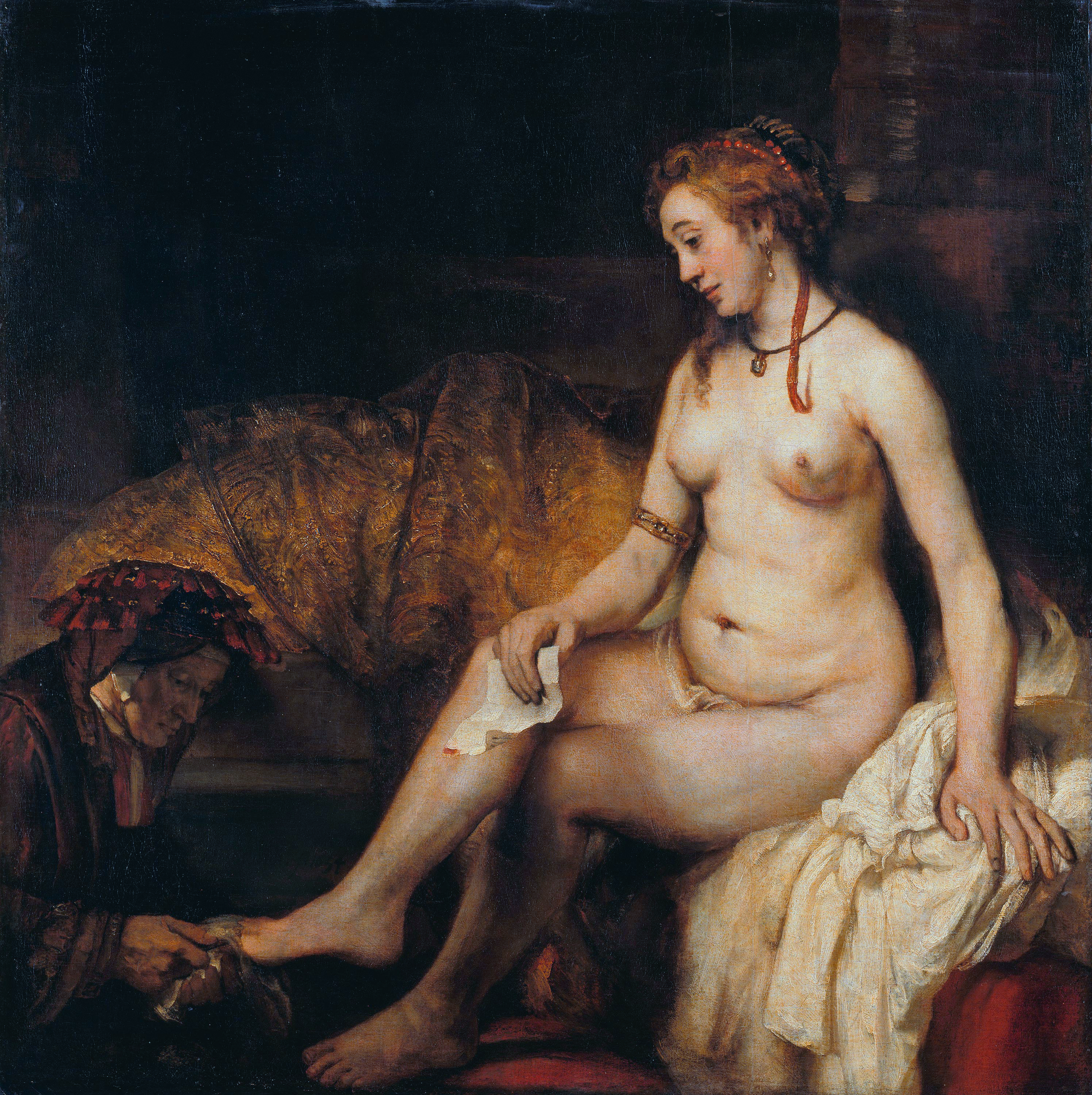
Bethsabée au bain tenant la lettre de David. Hendrickje Stoffels a posé pour la figure de Bethsabée.

Hendrickje Stoffels (1626 – 21 juillet 1663) a partagé la vie de Rembrandt après la mort de son épouse, Saskia van Uylenburgh (1612-1642) et la liaison précédente de celui-ci avec Geertje Dircx (1610-1656). Elle a eu un enfant de Rembrandt Van Rijn, Cornelia.
Elle a été le modèle de plusieurs tableaux majeurs du peintre.